# 摩羯座31
摩羯座31，又名BD-18 5904，HD 202723、SAO 164289、HR 8139，是摩羯座的一颗恒星，视星等为7.05，位于銀經32.4，銀緯-40.11，其B1900.0坐标为赤經21h 12m 40s，赤緯-17° -40.11′ 54″。